# Pat'Apouf
Pat'Apouf ou Pat'Apouf Détective est une bande dessinée d'aventures policières créée en 1938 par Gervy, nom d'emprunt de l'auteur de bd Yves Desdemaines-Hugon, pseudonyme construit à partir de son prénom et celui de son épouse Germaine. Elle sera publiée sous sa plume chaque semaine dans l'hebdomadaire catholique Le Pèlerin (groupe La Bonne Presse, devenu Bayard-Presse depuis lors) jusqu'en 1973 - soit pendant 35 années d'affilée quasiment sans interruption - date à laquelle l'auteur prendra sa retraite.
La série sera poursuivie après le retrait de son créateur en 1973 par Jean Ache, Michel Conversin et le duo Gulcis et Jean-Philippe Ballofet jusqu'en 1990. 
Quand on sait que le Pèlerin était lu par deux millions de personnes chaque semaine, on peut comprendre que Pat'Apouf soit devenu un personnage assez célèbre.
Si l’on ajoute aux parutions hebdomadaires les quelques histoires courtes publiées dans l'almanach du Pèlerin entre 1949 et 1961, c'est un total de 1739 planches qui auront été produites par Gervy durant cette période, scénario et dessin compris à l'exception de quelques épisodes à la fin des années 60 dont les textes sont écrits par un journaliste du Pèlerin, Albert Boitel
La série sera en partie éditée en albums - parfois amputés de plusieurs planches - sous le label Ciné-Color de la Bonne Presse. Les Éditions du Triomphe rééditeront à partir de 2005 les principales histoires, en commençant par celles de la période 1946-1956 pour passer ensuite à la publication d’épisodes parus dans les années 1960 et qui n’avaient jusqu’alors jamais été édités sous forme d’albums.

## Description

### Synopsis
Pat'Apouf est un détective de métier qui, sous des dehors bonhomme, s'avère être un enquêteur opiniâtre, jamais à court d'inspiration, à l'aise dans tous les domaines, sachant piloter bateaux de toutes sortes, avions ou hélicoptères, capable de pratiquer la boxe ou la plongée sous-marine lorsque la situation l'exige.
Toutes les affaires grandes ou petites - espionnage, faussaires, trafiquants - l'intéressent et sont généralement l'occasion de voyager aux quatre coins du monde : aux Antipodes, en Océanie, en Afrique, en Corse, en Amazonie, dans les Andes et dans le Nord Canadien. Il séjournera un long moment en Boldovie un royaume imaginaire d’Amérique (du sud ?) où il assistera le chef de la police locale, l’inspecteur Merinos.
Opérant le plus souvent seul, il s’adjoindra un aide le temps d’un album dans Pat’Apouf et les gangsters, un jeune garçon prénommé Jacques … Puis, à partir de 1956 (date qui coïncide avec la modernisation du magazine qui vient de passer à l’impression offset), Gervy introduira un nouveau personnage, un jeune garçon prénommé Jacky, un orphelin recueilli par Pat’Apouf qui en fera à la fois son neveu et son assistant. La présence de ce nouveau personnage permettra à l’auteur de varier les possibilités scénaristiques.

### Personnages
Peu ou pas de personnages récurrents dans cette série en dehors du héros, du moins jusqu'en 1956. Par la suite, le jeune Jacky accompagnera systématiquement Pat'Apouf. Certains gangsters auront l'honneur de revenir pour un deuxième album (Totoche et Quinquin dans Le virus de la mort et le gang des diamants). Lorsque Pat’Apouf s’aventurera pendant plusieurs épisodes en Boldovie, il côtoiera l’inspecteur Merinos, chef de la police du pays souvent dépassé par les évènements et qui servira de faire-valoir à ce détective qu'un des personnages de la série -  dans Pat’pouf en Boldovie, planche 4 - compare aux plus grands, Sherlock Holmes ou Maigret.

### Clins d'œil

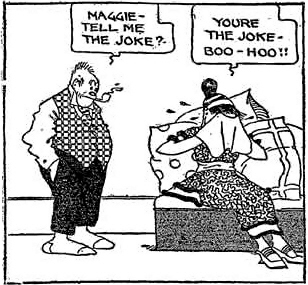
Extrait du comic strip La Famille Illico, montrant Jiggs et Maggie.

Gervy se serait inspiré pour habiller son héros - veste noire, gilet rouge - du personnage de Jiggs dans la famille Illico (titre original : Bringing Up Father)

## La série

### Naissance d'un personnage
Le personnage naît de la rencontre en 1937 entre Gervy qui travaille déjà pour une revue de la Bonne Presse, Bayard, et le père Guichardan, jeune rédacteur en chef du Pèlerin. Celui-ci veut moderniser l'hebdomadaire et y intégrer une bande dessinée. Voilà comment Gervy décrit la naissance de son héros :
[Je voulais un] « personnage plaisant et surtout humain, avec ses qualités et ses défauts. Le surhomme infaillible à qui tout réussit, ce n'était pas pour moi!", a-t-il raconté plus tard, ajoutant: "J'ai cherché un nom adapté au physique rondouillard et un peu comique de notre personnage »
Très vite, à partir de 1938,  la bande hebdomadaire devient populaire. La guerre va perturber la publication mais la série trouvera place sur Le Foyer lorsque le Pèlerin cessera de paraître entre 1940 à 1945.

### Le retour du grand détective
En 2005, sous la houlette de Dominique Petitfaux, historien de la bd et spécialiste de Gervy, les Éditions du Triomphe entreprennent la réédition des albums de Pat’Apouf en procédant de façon chronologique à partir des épisodes parus après guerre. La publication, limitée dans un premier temps à la période 1946-1956, est ensuite étendue aux années 1956 à 1962, c’est-à-dire aux aventures auxquelles participe Jacky devenu l’assistant du détective. Un certain nombre d’épisodes, jamais parus jusqu’alors sous forme d’albums, sont ainsi édités.

### L'après Gervy

#### Jean Ache
L'auteur confie alors la série à Jean Ache en 1973. Déjà sur sa première planche Le Secret de l'urne zapothèque à partir du 3 juin 1973, ce dernier habille Jacky en pantalon pour délaisser finalement sa culotte courte. Il crée une nouvelle compagnie en 1975 : le chien Goliath de Jacky, adopté en Angleterre ainsi que de nouveau personnages comme la voisine Alice Patacaisse et le commissaire Boldu en 1978 sans oublier le journaliste importun Amilcar Amidon en 1984.
Le 19 décembre 1985, il meurt subitement chez lui à Joinville-le-Pont en laissant les vingt-trois planches inachevées intitulées La Perle noire de Gengis Khân.

#### Michel Conversin
La direction de Pèlerin demande à Michel Conversin, un jeune dessinateur de vingt-neuf ans, engagé en 1983, de poursuivre la dernière œuvre de Jean Ache suivant le scénario complet de ce dernier. La Main Pourpre est sa première histoire, en changeant complètement de formes de Pat'Apouf et de couleurs beaucoup plus vives après avoir crayonné, donné quelques coups de pinceau.

#### Gulcis et Ballofet
En 1988, le jeune dessinateur laisse la place au rédacteur en chef du magazine moderne Pilote Guy Vidal comme scénariste sous le pseudonyme de Gulcis et au dessinateur Jean-Philippe Ballofet. Encore une fois, ce dernier change de style graphique qui n'est pas sans rappeler celui de Louis Forton sans pour autant éloigner celui du créateur du personnage.

## Analyse

### Expressions
Sur toutes publications sur Le Pèlerin et L'Almanach, Jacky vouvoie Pat'Apouf jusqu'à la retraite de l'auteur, en 1973.

### Graphisme
Une des particularités de cette bande dessinée est que chaque page est composée non pas de 4 strips horizontaux comme c’est plutôt le règle, mais de 5 strips.
D'après Gilles Ratier "le dessin évoluait entre la Ligne Claire d’Hergé et le style rond des comic-strips américains"
Un autre critique, Yves Morel, compare le dessin de Gervy à celui d'Hergé : "Tous deux partagent la même conception du dessin, fondée sur le choix de la ligne claire. Cependant, le trait de Gervy est plus fin, plus souple, moins fermé, moins strict, que celui d’Hergé ; et, chez lui, la représentation des êtres et des objets apparaît plus sommaire, peu soucieuse de détail. En revanche, la couleur est plus abondante, plus intense et d’une plus grande importance que dans l’œuvre du créateur de « Tintin » ; manifestement, Gervy compte sur elle pour créer une ambiance, sur les contrastes et les complémentarités de ses divers tons, ce qui n’est pas le cas d’Hergé."

## Postérité

### Accueil critique
Dominique Petitfaux, critique Bd reconnu, a réalisé une étude exhaustive de l’œuvre de Gervy et a analysé en particulier les 63 épisodes de Pat'Apouf parus sous sa signature.Il en parle comme d'une « série parfois étonnamment adulte dans le ton » et déplore que la Bonne Presse n'ait pas fait l'effort pour en assurer la publication sous forme d'albums soignés (et complets !) de cet auteur important qui aurait pu faire une carrière à la Hergé. La réédition aux Éditions du Triomphe qu'il a chapeautée répare finalement cette négligence.

## Publications

### Revues
Pat'Apouf apparaît pour la première fois dans Le Pèlerin no 3180 du 6 mars 1938 . Durant les années d’occupation consécutives à la seconde guerre mondiale, le Pèlerin cessera sa publication mais réapparaîtra néanmoins en zone sud sous une nouvelle dénomination, Le Foyer, lequel accueillera Pat’Apouf pendant près de 4 ans, jusqu’en octobre 1944. La situation reviendra à la normale en juin 1945 et Le Pèlerin et Pat’Apouf retrouveront la place qui était la leur, jusqu’en 1990.

### Albums
Maison de la Bonne PresseScénario et dessin : Gervy
- 1 Pat'Apouf dans les glaces, Bonne Presse, 1946
- 2 Pat'Apouf et la Bande à Chico, Bonne Presse, 1947
- 3 Pat'Apouf et l'Île des pirates, Bonne Presse, 1949
- 4 Pat'Apouf contre les gangters[7], Bonne Presse, 1951
- 5 Pat'Apouf prend des vacances[7], Bonne Presse, 1953
- 6 Pat'Apouf chasse les grands fauves[7], Bonne Presse, 1953
- 7 Pat'Apouf aux antipodes[7], Bonne Presse, 1954
- 8 Pat'Apouf au village, Bonne Presse, 1954
- 9 Pat'Apouf explore les Roches-Rouges, Bonne Presse, 1955
- 10 Pat'Apouf et les Contrebandiers, Bonne Presse, 1955
- 11 Pat'Apouf en Amazonie, Bonne Presse, 1955
- 12 Pat'Apouf et le Vol des bijoux, Bonne Presse, en carton, 1956
- 13 Pat'Apouf et le Virus de la mort, Bonne Presse, en carton, 1958
- 14 Pat'Apouf et le Gang des diamants, Bonne Presse, en carton, 1958
- 15 Pat'Apouf en fusée, Bonne Presse, en carton, 1959
- 16 Pat'Apouf en Boldovie, Bonne Presse, en carton, 1959

Éditions Hachette
- 1 Le Secret de l'urne zapothèque, Hachette,  (ISBN 2-01-002540-7), 1975
Scénario et dessin : Jean Ache

Éditions du Triomphe
Intégrale de la période 1946 - 1962
Scénario et dessin : Gervy
- 1 Pat'Apouf et l'Affaire Hourtin (1946) suivi de Pat'Apouf et le Vol du moteur secret (1947) (épisodes inédits en albums, parus dans Le Pèlerin), 2005
- 2 Pat'Apouf prend des vacances (1947) (réédition de l'album Bonne Presse no 5), 2006
- 3 Pat'Apouf aux antipodes (1947-1948) (réédition de l'album Bonne Presse no 7) avec 5 histoires inédites parues dans L'Almanach du Pèlerin entre 1949 et 1953, 2007
- 4 Pat'Apouf contre les gangsters (1949) (réédition de l'album Bonne Presse no 4), 2008
- 5 Pat'Apouf chasse les grands fauves (1950) (réédition de l'album Bonne Presse no 6), 2009
- 6 Pat'Apouf au village (1951-1952) (réédition de l'album Bonne Presse no 8), 2010
- 7 Pat'Apouf explore les roches rouges (1952-1953) (réédition de l'album Bonne Presse no 9), 2012
- 8 Pat'Apouf  et les Contrebandiers (1953-1954) (réédition de l'album Bonne Presse no 10), 2013
- 9 Pat'Apouf en Amazonie (1954) (réédition de l'album Bonne Presse no 11), 2014
- 10 Pat'Apouf et le Vol des bijoux (1955) (réédition de l'album Bonne Presse no 12), 2015
- 11 Pat'Apouf au far west (1956) ((histoire inédite en album, parue dans Le Pèlerin sous le titre Pat'Apouf en Arizona) avec 5 histoires inédites parues dans L'Almanach du Pèlerin entre 1954 et 1959, 2016

À partir de 1956, afin de toucher un plus jeune lectorat, Pat'Apouf mène ses enquêtes avec un jeune assistant, Jacky, un garçon qu'il a adopté.
- 12 Pat'Apouf et le Virus de la mort (1956) (réédition de l'album Bonne Presse no 13), 2017
- 13 Pat'Apouf et le Gang des diamants (1957) (réédition de l'album Bonne Presse no 14), 2018
- 14 Pat'Apouf en fusée (1958) (réédition de l'album Bonne Presse no 15), 2019
- 15 Pat'Apouf en Boldovie (1958-1959) (réédition de l'album Bonne Presse no 16), 2020
- 16 Pat'Apouf chez les Rasmaniens (1959) (la suite des aventures de Pat'Apouf et Jacky en Boldovie - reprend l'épisode paru dans Le Pèlerin sous le titre Pat'Apouf en Boldovie - réédition de l'album Bonne Presse no 16), 2021
- 17 Pat'Apouf et l'Empreinte du Tatoué, (histoire inédite en album, parue dans Le Pèlerin du 21 février au 23 octobre 1960, à l'époque sans titre), 2022
- 18 Pat'Apouf et les deux statuettes (histoire inédite en album, parue dans Le Pèlerin du 30 octobre 1960 au 2 juillet 1961, épisode H), 2023
- 19 Pat'Apouf et la maison aux serpents (histoire inédite en album, parue dans Le Pèlerin du 9 juillet 1961 au 25 février1962, épisode I), 2024
- 20 Pat'Apouf naufragé du Pacifique (histoire inédite en album, parue dans Le Pèlerin du 4 mars 1962 au 24 février 1963, épisodes J et K), 2025
- 21 Pat'Apouf et le dossier 616 (à paraître en 2026)

Distinction
- Ordre de Saint-Grégoire-le-Grand[8] par le pape Jean XXIII en 1959.

## Adaptation

### Cinéma
En 1947, la Maison de la Bonne Presse avait également tiré cent quarante bobines pour treize aventures de Pat'Apouf en films fixes, aujourd'hui très rares, souvent transposés sur l'écran improvisé des salles de patronage paroissial.
Titres des films fixes
Malgré l'oubli de cette technique, les titres s'avèrent parfois différents.
- Pat'Apouf Détective
- Les Aventures de Pat'Apouf détective (1947)
- Oncle Pat et Ritou contre le marché noir (1948)
- La Mystérieuse Affaire Hourtin (1948)
- Le Vol du moteur secret (1948)
- Pat’Apouf en Océanie (1948)
- La Soif de l'or (1949)
- La Grande Offensive 1949)
- Pat'Apouf chasse les grands fauves (1952)
- Pat'Apouf, l'as des détectives (1952)
- Les Exploits inouïs de Pat'Apouf (1953)
- La Fausse Barbe de Pat'Apouf (1955)
- Pat'Apouf et les Pirates de l'air

### Sources

#### Revues
- Dominique Petitfaux, « Gervy, le grand maître de la Bonne Presse », dans Le Collectionneur de bandes dessinées, no 21 (1980)
- François Dunois, « Pat'Apouf fête ses 50 ans », dans Pèlerin Magazine, no 5487 (1988)
- Dominique Petitfaux, « Gervy en Belgique, bibliographies ultimes », dans Le Collectionneur de bandes dessinées, no 81 (1998)

#### Livre
- Pierre Pommier, Éducation et bande dessinée en Aquitaine, Bordeaux, Presses universitaires de Bordeaux, 1999  (ISBN 2-86-781-238-0)

#### Internet
- Le Coin du patrimoine : Pat'Apouf sur BDZoom
- Éditions du Triomphe

### Article contexte
- Pèlerin